# Taça Salutaris (Jornal do Brasil)

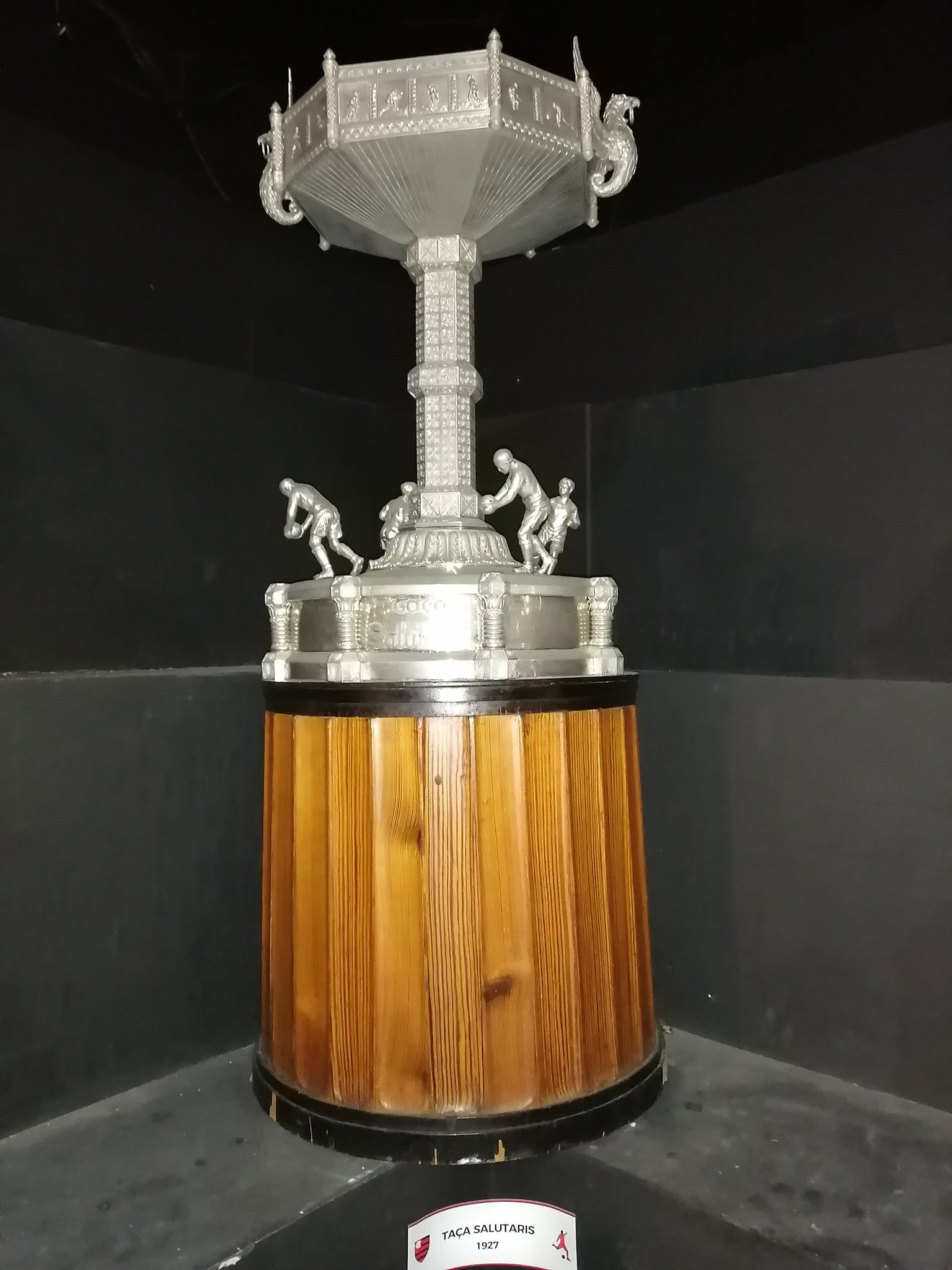
Taça Salutaris exposta na sala de troféus do Flamengo.

A Taça Salutaris foi uma disputa promovida pela água mineral Salutaris e pelo Jornal do Brasil, em 1927, na cidade do Rio de Janeiro, visando premiar "o clube mais querido do Brasil". O troféu, oferecido pela engarrafadora de água mineral, possuía cerca de um metro e meio e era banhado em prata.

## O concurso
O Jornal do Brasil era um dos periódicos mais importantes do país naquele período, e o anúncio do concurso fora feito na edição do Jornal de 1º de outubro de 1927, com o prazo de votação indo de 4 de outubro a 30 de dezembro daquele ano.
O procedimento era: o torcedor deveria escrever o nome do seu time favorito no rótulo da garrafa d'água, ou no cupom impresso no jornal.  Cada cupom ou rótulo, que valia um voto, deveria ser enviado preenchido para a sede do Jornal do Brasil, no Rio de Janeiro. Desta forma, votos chegavam até de outros estados, como Minas Gerais e Espírito Santo, por exemplo. Ao final, o clube que tivesse mais votos levaria para sua sede a imensa e prateada Taça Salutaris. A bela obra ficou exposta na vitrine da joalheria La Royale, na Avenida Central, até o dia da contagem dos votos.
Simpatizantes do Flamengo e do Vasco mobilizaram-se para a batalha. Os portugueses encheram sacolas e mais sacolas de rótulos, e por serem comerciantes tinham maior poder aquisitivo, podendo assim consumir mais água mineral. Sabendo disso, fãs rubro-negros tiveram uma ideia: a de inutilizar indicações dadas para o rival. Para isso, alguns torcedores do Flamengo se posicionaram estrategicamente perto da sede do jornal, no Centro do Rio, e, disfarçados, com escudinhos do Vasco na lapela e sotaque lusitano (a maioria da colônia lusa no Rio era de vascaínos), flamenguistas recolhiam os votos que seriam para o Vasco e despejaram tudo nas latrinas do prédio do jornal e, como todas as privadas do edifício ficaram entupidas, passaram então a jogá-los no poço do elevador.
Assim, no dia da apuração, com 736.282 indicações recebidas, o Flamengo somou 254.850 votos contra 183.742 do clube de São Januário, vencendo, assim, a disputa, e mesmo sob protestos dos vascaínos, a alcunha "mais querido" popularizou-se cada vez mais. Depois de Flamengo e Vasco, se classificaram America, Villa Isabel, Modesto (estes dois extintos), Fluminense, São Cristóvão e Botafogo.
Somente mais tarde, depois da contagem, é que os votos não contabilizados foram descobertos. O estratagema de inutilizar os votos vascaínos não foi negado. Ao contrário: confirmado por vários torcedores de destaque do Fla, entre os quais o escritor Edilberto Coutinho, autor do livro "Nação rubro-negra”.
Hoje a Taça Salutaris é exibida em local de destaque na sala de troféus do Clube de Regatas do Flamengo, ladeada pela Copa Libertadores da América e pela Taça Intercontinental de 1981.